# Schoren (Naturschutzgebiet)
Schoren ist ein Naturschutzgebiet auf dem Gebiet der Stadt Engen im Landkreis Konstanz in Baden-Württemberg. Das 63,4 Hektar große Gebiet südöstlich des Kernortes Engen und östlich des Engener Ortsteils Neuhausen ist seit dem 31. Januar 1942 als Naturschutzgebiet ausgewiesen.

## Bedeutung
Es handelt sich bei dem Gebiet um einen langgestreckten, bewaldeten Höhenrücken im Hegau.  Der sich auf einer Weißjura-Kalkscholle mit Glazialkies-Decke befindende orchideenreiche Buchenwald am steilen Südhang geht in Geißklee-Kiefern-Wald über. Stellenweise findet sich Trockenrasen mit interessanter Flora.

## Fotos

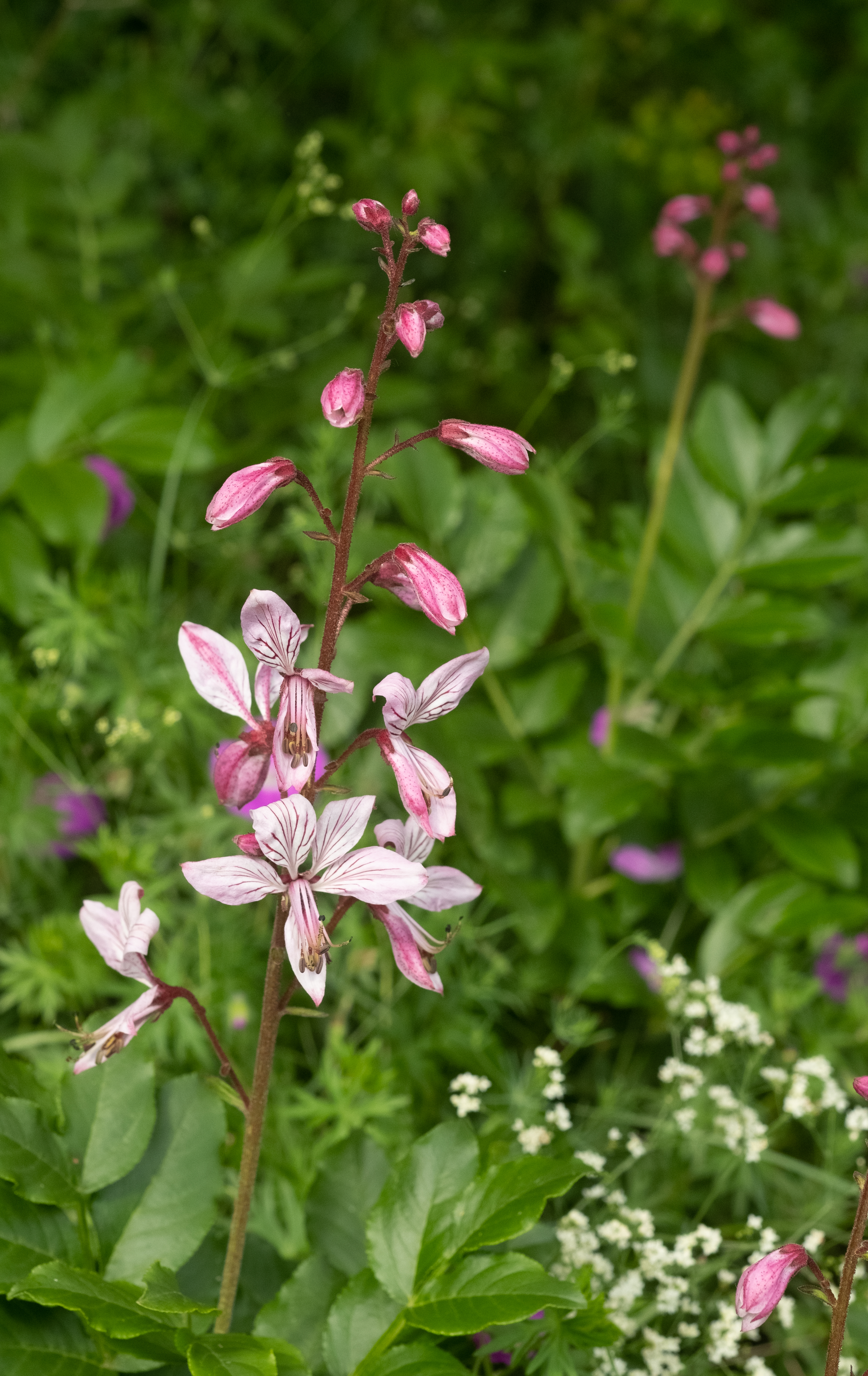
Diptam
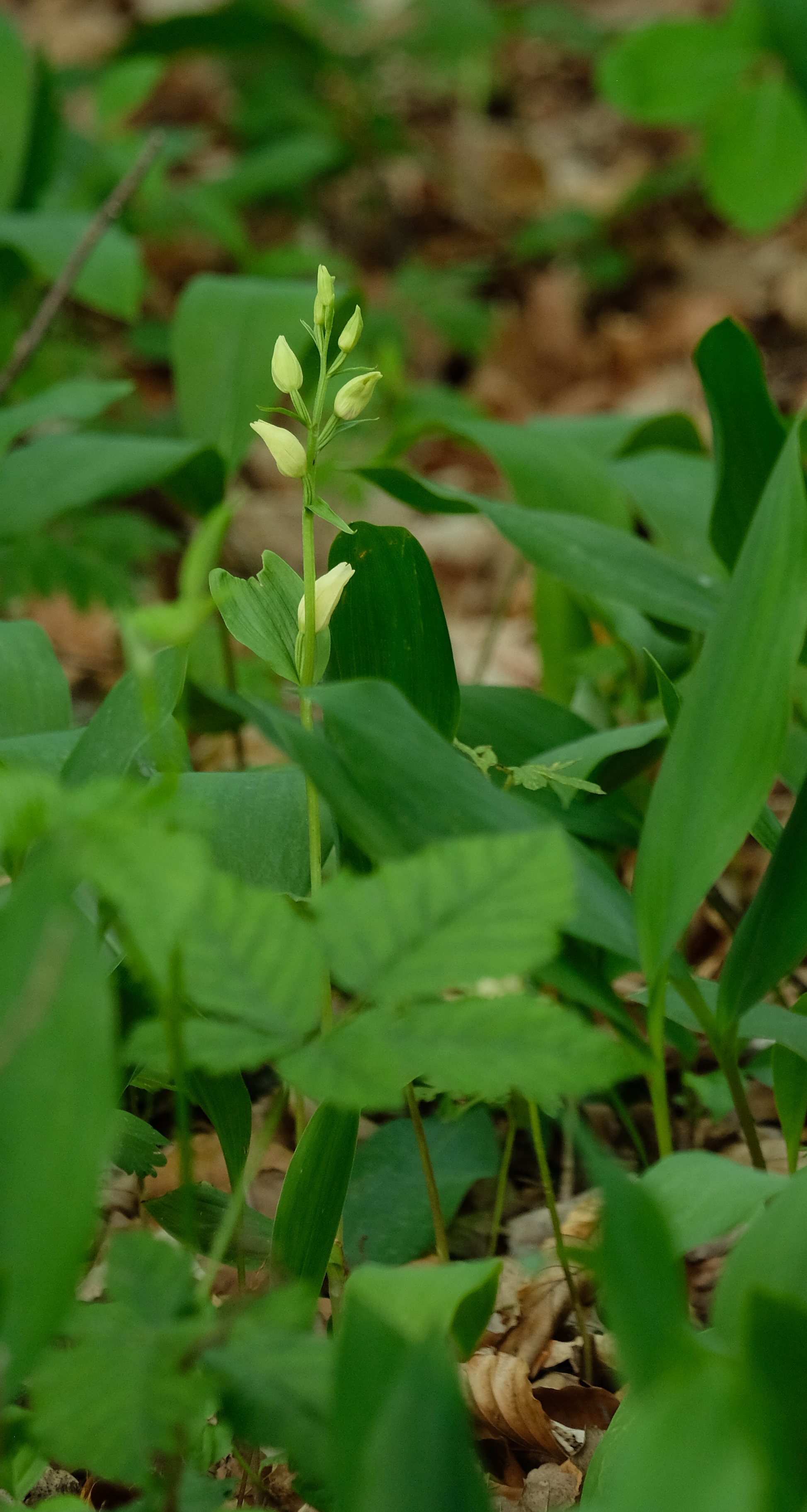
Bleiches Waldvöglein
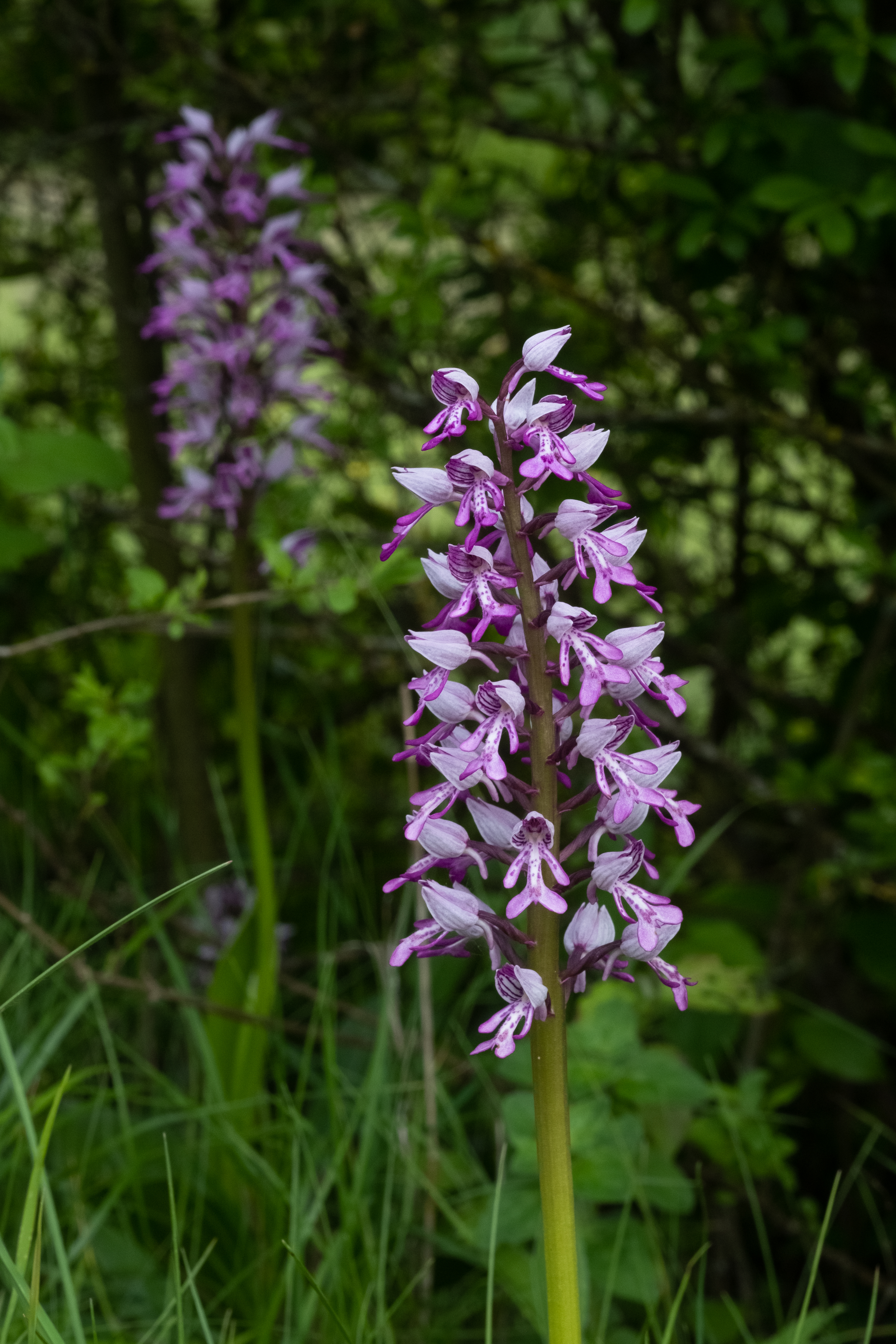
Helm-Knabenkraut
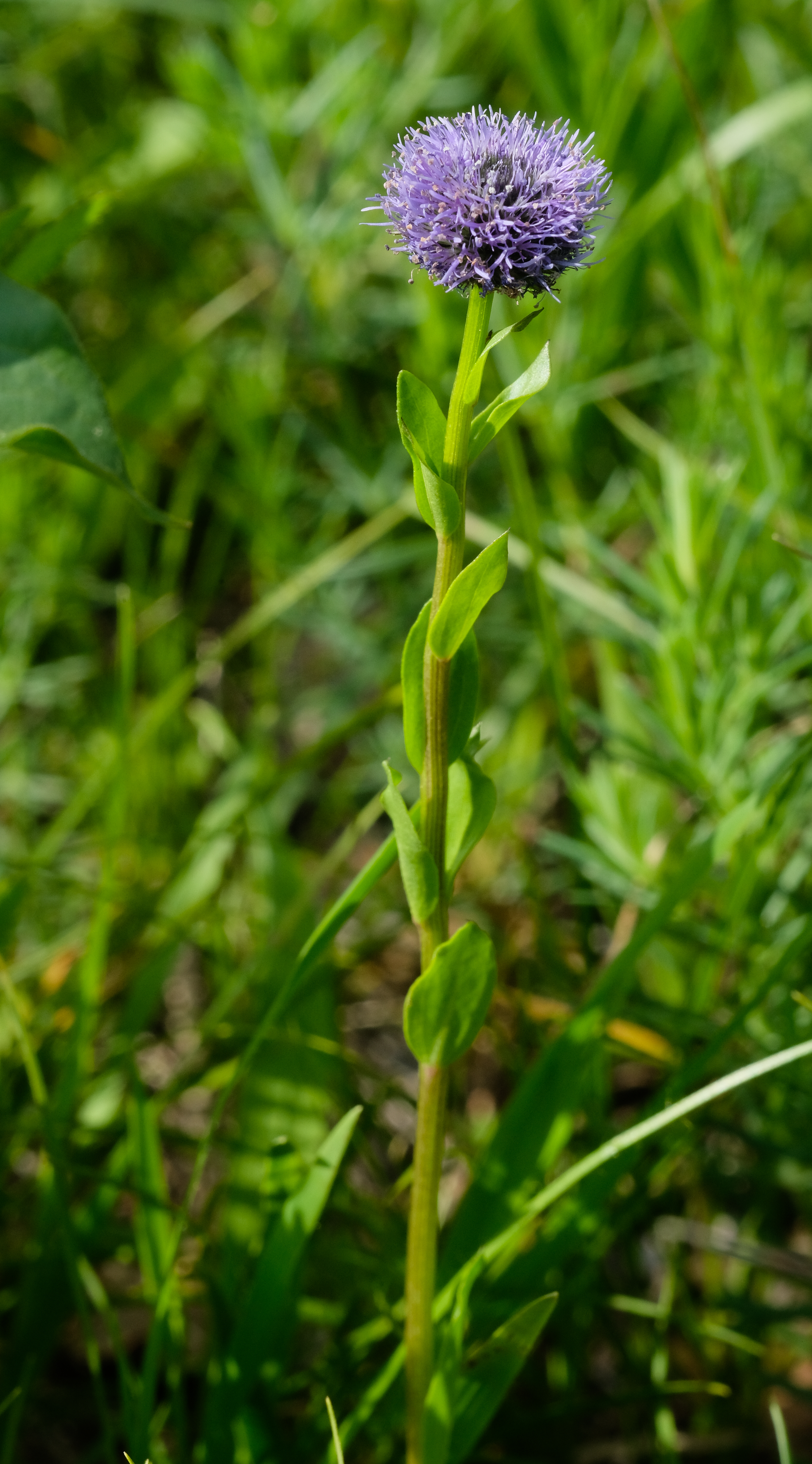
Echte Kugelblume
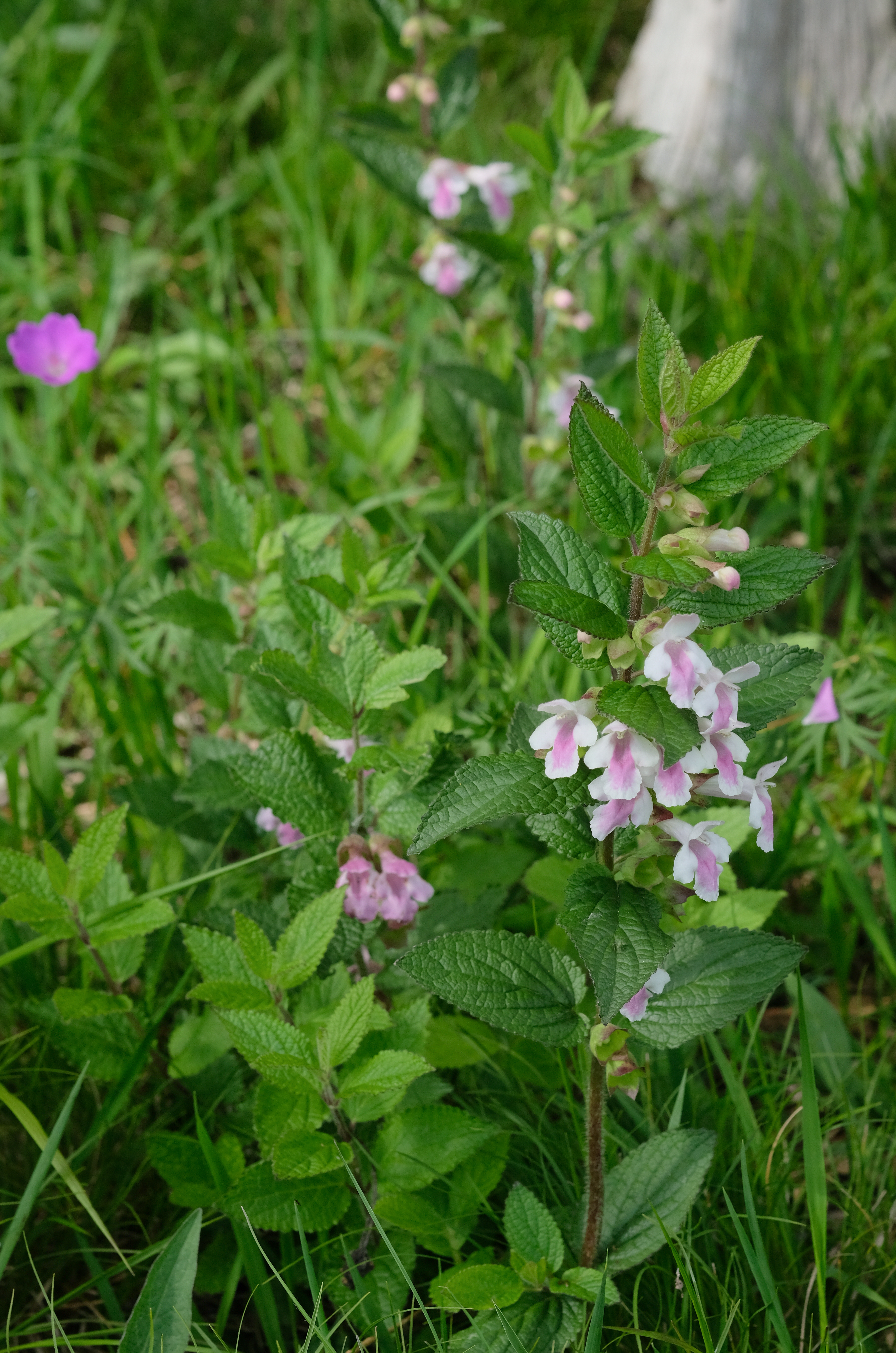
Immenblatt
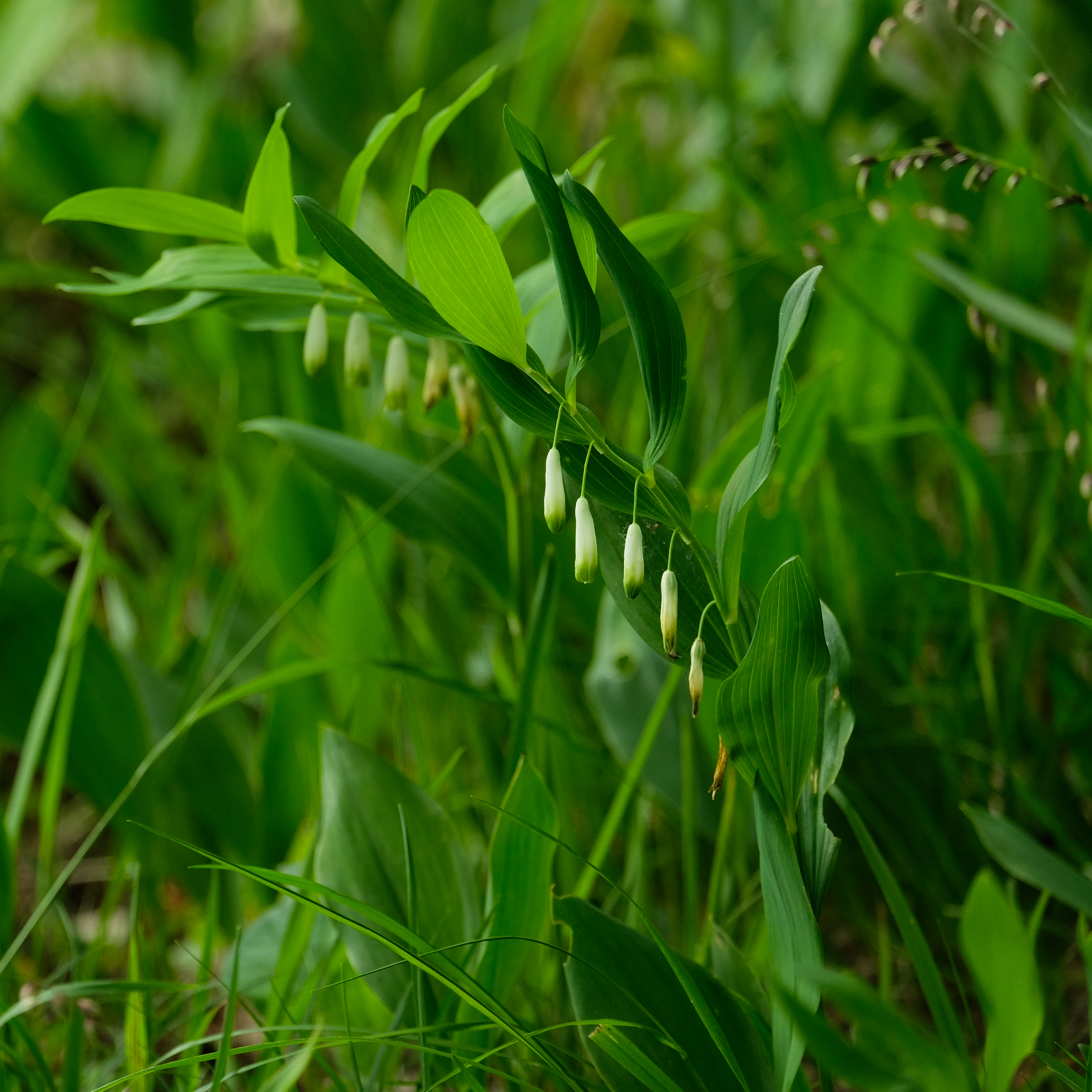
Echtes Salomonssiegel
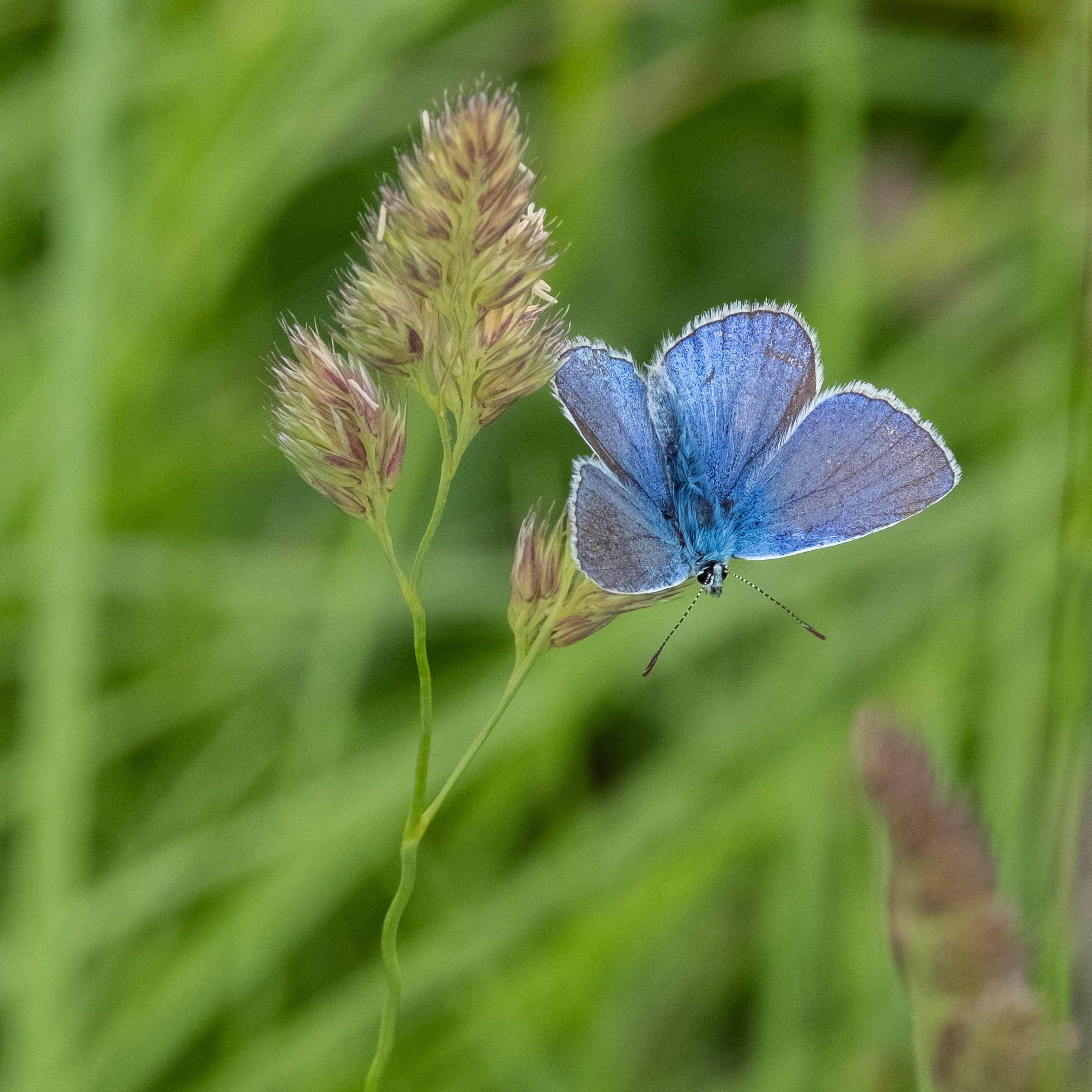
Bläuling